# Hans-Ulrich Schmied
Hans-Ulrich Schmied, född den 23 februari 1947 i Meissen i Tyskland, är en östtysk roddare.
Han tog OS-brons i dubbelsculler i samband med de olympiska roddtävlingarna 1976 i Montréal.